# ادل ۸۱۲

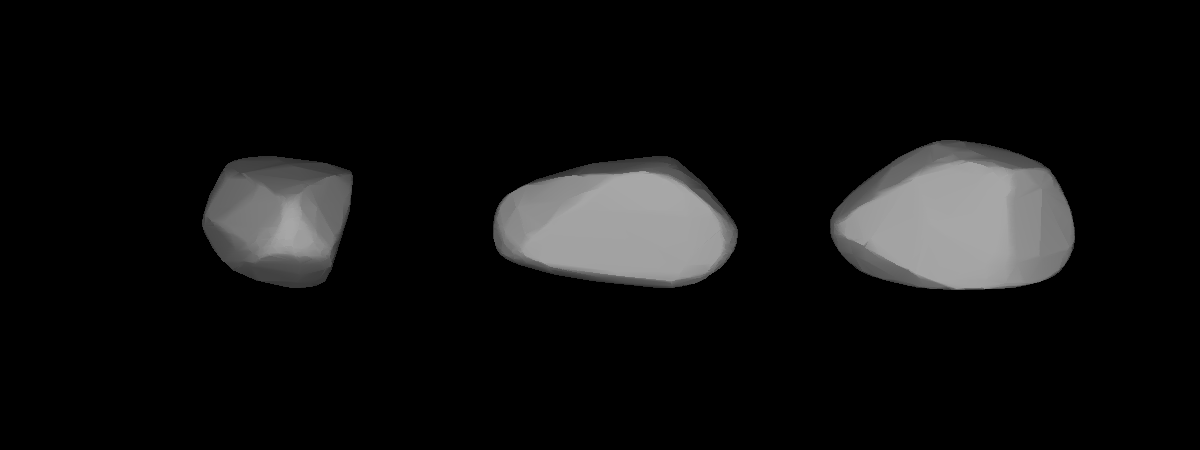
مدل سه‌بُعدی سیارک ادل ۸۱۲ بر اساس منحنی نور آن

سیارک ۸۱۲ (به انگلیسی: 812 Adele، نامگذاری:1915XV) هشتصد و دوازدهمین سیارک کشف شده‌است که در ۸ سپتامبر ۱۹۱۵ و در رصدخانه سایمیز کشف شد.
قدر مطلق سیارک برابر ۱۱٫۵۰ است.